# Haematopus unicolor
La beccaccia di mare variabile (Haematopus unicolor Forster, 1844) è un uccello della famiglia Haematopodidae.

## Distribuzione e habitat
Questo uccello nidifica sulle coste della Nuova Zelanda.